# Уилланс (озеро)
Уи́лланс (англ. Lake Whillans) — подлёдное озеро в Антарктиде. Своё название получило в честь гляциолога Айана Уилланса, доктора университета штата Огайо.
Озеро Уилланс расположено под одноимённым ледяным потоком в юго-восточной части ледника Росса. Озеро находится на глубине около 800 метров подо льдом, его примерная площадь 60 км², а глубина — полтора-два метра, хотя учёные с помощью сейсмологических измерений предполагали 6—9 метров. Температура воды озера составляет −0,5 °C.
Впервые озеро было описано гляциологом Хелен Фрикер из института океанографии Скриппса в 2007 году. Она и её команда изучали спутниковые снимки региона с 2003 по 2006 год, на которых обнаружили периодические подъём и опускание льда, и сделали вывод о нахождении в этом месте подлёдного озера.

## Исследование
28 января 2013 года группа бурильщиков WISSARD доложила, что достигла поверхности озера, пройдя сквозь 800-метровый ледяной щит. Диаметр пробурённой скважины составил 30 сантиметров, через неё были взяты пробы воды и донных отложений, в которых были обнаружены микроорганизмы-литотрофы (около 1000 штук на миллилитр, что в 10 раз меньше, чем в океанской воде), использующие для поддержания своей жизнедеятельности не фотосинтез, а углеводороды. Учёные отметили, что «это было первое успешное извлечение образцов столь высокого качества из антарктического подлёдного озера». Ранее схожие работы проводились российскими исследователями в озере Восток, где добытые образцы не принесли крупных открытий, и британцами в озере Элсуорт, где бурение не было доведено до конца из-за поломки оборудования.
В 2014 году озеро исследовали учёные из Национального научного фонда США.
Исследование озера Уилланс может дать учёным представление о возможной жизни на спутнике Юпитера Европе и спутнике Сатурна Энцеладе, где физические условия могут быть схожи с подледниковыми озерами земной Антарктики.